# ポンテキアナーレ
ポンテキアナーレ（イタリア語: Pontechianale）は、イタリア共和国ピエモンテ州クーネオ県にある、人口約200人の基礎自治体（コムーネ）。

## 地理

### 位置・広がり
クーネオ県の北西部、フランス（オート＝アルプ県）との国境に位置する。ブリアンソンから南東へ約43km、県都クーネオから北西へ約48km、州都トリノから南西へ約72km、ギャップから東へ約76kmの距離にある。
| 隣接するコムーネは以下の通り。括弧内のFR-04はフランスのアルプ＝ド＝オート＝プロヴァンス県、FR-05はフランスのオート＝アルプ県所属を示す。 - ベッリーノ - カステルデルフィーノ - クリッソーロ - オンチーノ - Saint-Véran (FR-05) - Saint-Paul-sur-Ubaye (FR-04) - Molines-en-Queyras (FR-05) - Ristolas (FR-05) |

#### 地震分類
イタリアの地震リスク階級 (it) では、3s に分類される
。

## 行政

### 分離集落
ポンテキアナーレには、以下の分離集落（フラツィオーネ）がある。
- Castello, Chianale, Chiesa, Forest, Genzana, Maddalena, Rueites, Villaretto

## 文化・観光
分離集落キアナーレは「イタリアの最も美しい村」クラブに加盟している。